# ماکلیگنان
ماکلیگنان (به انگلیسی: Macelignan) با فرمول شیمیایی C20H24O4 یک ترکیب شیمیایی است. که جرم مولی آن ۳۲۸٫۴۰ گرم بر مول می‌باشد. 